# Ulf Kristersson
Ulf Hjalmar Ed Kristersson (ur. 29 grudnia 1963 w Lund) – szwedzki polityk i urzędnik samorządowy, deputowany, od 2010 do 2014 minister, od 2017 lider Umiarkowanej Partii Koalicyjnej, od 2022 premier Szwecji.

## Życiorys
Ukończył w 1988 studia z zakresu nauk ekonomicznych na Uniwersytecie w Uppsali. Zaangażował się w działalność Umiarkowanej Partii Koalicyjnej. W 1988 wybrano go na przewodniczącego jej organizacji młodzieżowej – Umiarkowanej Ligi Młodzieży. W 1992 ubiegał się o reelekcję jako przedstawiciel partyjnych liberałów, przegrywając nieznacznie z reprezentującym konserwatystów Fredrikiem Reinfeldtem.
W 1991 uzyskał mandat posła do Riksdagu, w którym zasiadał do 2000. Krótko pracował w sektorze prywatnym, następnie w 2002 objął stanowisko członka władz wykonawczych ds. finansów w gminie Strängnäs. W 2006 został zastępcą burmistrza Sztokholmu ds. społecznych i pracy. Po wygranych przez centroprawicową koalicję wyborach parlamentarnych w 2010 i rekonstrukcji rządu objął stanowisko ministra ds. ochrony socjalnej (w ramach Ministerstwa Zdrowia i Spraw Społecznych) w gabinecie Fredrika Reinfeldta. Zakończył urzędowanie w 2014, pozostając członkiem parlamentu na kolejną kadencję.
W październiku 2017 zastąpił Annę Kinberg Batrę na funkcji lidera Umiarkowanej Partii Koalicyjnej. W 2018 ponownie został wybrany na posła do szwedzkiego parlamentu.
2 października 2018 przewodniczący Riksdagu powierzył mu misję stworzenia nowego rządu. 14 października polityk ogłosił jednak niepowodzenie podjętej misji. Ponownie podjął się tej misji po nieudanej próbie utworzenia gabinetu przez urzędującego socjaldemokratycznego premiera Stefana Löfvena. Zaproponował wówczas powołanie rządu mniejszościowego Umiarkowanej Partii Koalicyjnej i chadeków. 14 listopada parlament nie zaaprobował jego kandydatury; przeciw głosowali m.in. przedstawiciele dwóch pozostałych partii Sojuszu, motywując to nadmierną zależnością takiego gabinetu od Szwedzkich Demokratów. W połowie 2021, po przegłosowaniu wotum nieufności dla drugiego rządu Stefana Löfvena, ponownie bez powodzenia próbował stworzyć większość dla swojej kandydatury na premiera.
W wyborach w 2022 Ulf Kristersson został kolejny raz wybrany do szwedzkiego parlamentu. Cztery ugrupowania centroprawicowej opozycji wobec tworzonego przez socjaldemokratów gabinetu Magdaleny Andersson uzyskały wówczas większość w Riksdagu (176 na 349 mandatów). 14 października 2022 uzgodniły one utworzenie rządu Ulfa Kristerssona, tworzonego przez przedstawicieli Umiarkowanej Partii Koalicyjnej, Chrześcijańskich Demokratów i Liberałów, a także popieranego przez prawicową partię Szwedzcy Demokraci. 17 października parlament zatwierdził kandydata koalicji na stanowisku premiera (uzyskał 176 głosów „za”). Następnego dnia Ulf Kristersson przedstawił skład swojego rządu, który tym samym rozpoczął funkcjonowanie.

## Odznaczenia
- Medal jubileuszowy: Konung Carl XVI Gustafs jubileumsminnestecken IV (2023)[12]
- Krzyż Wielki Legii Honorowej (Francja, 2024)[13]
- Krzyż Wielki Orderu Danebroga (Dania, 2024)[14]
- Order Księcia Jarosława Mądrego I klasy (Ukraina, 2024)[15]